# Valur
Knattspyrnufélagið Valur, známý spíše jako Valur Reykjavík, je islandský fotbalový klub sídlící v hlavním městě Islandu.

## Největší úspěchy
- 23x Vítěz islandské fotbalové ligy[1] – 1930, 1933, 1935, 1936, 1937, 1938, 1940, 1942, 1943, 1944, 1945, 1956, 1966, 1967, 1976, 1978, 1980, 1985, 1987, 2007, 2017, 2018, 2020
- 11x Vítěz islandského fotbalového poháru – 1965, 1974, 1976, 1977, 1988, 1990, 1991, 1992, 2005,  2015, 2016[2]
- 4x Vítěz islandského ligového poháru [3] – 2008, 2011, 2018, 2023
- 11x Vítěz islandského super poháru – 1977, 1979, 1988, 1991, 1992, 1993, 2006, 2008, 2016, 2017, 2018